# Kerstin Brandt
Kerstin Brandt (z domu Dedner, ur. 9 grudnia 1961 w Wismarze) – niemiecka lekkoatletka specjalizująca się w skoku wzwyż. W czasie swojej kariery reprezentowała Niemiecką Republikę Demokratyczną.

## Sukcesy sportowe
W 1978 r. zajęła III miejsce w Zawodach Przyjaźni w Bukareszcie. W 1979 r. zdobyła złoty medal podczas rozegranych w Bydgoszczy mistrzostw Europy juniorek. W 1982 r. zajęła IV miejsce w halowych mistrzostwach Europy w Mediolanie. W 1983 r. zajęła V miejsce w mistrzostwach świata w Helsinkach. 
Trzykrotnie (1979, 1987, 1988) zdobyła brązowe medale mistrzostw NRD w skoku wzwyż. Była również złotą (1982) oraz srebrną (1989) medalistką halowych mistrzostw NRD.

## Rekordy życiowe
- skok wzwyż – 1,99 – Londyn 21/08/1983
- skok wzwyż (hala) – 1,94 – Mediolan 07/03/1982